# Howard Stark
Pour les articles homonymes, voir Stark.
Howard Stark est un personnage de fiction appartenant à l'univers Marvel de la maison d'édition Marvel Comics. Créé par le scénariste Archie Goodwin et le dessinateur Don Heck, il apparaît pour la première fois dans le comic book Iron Man #28 en août 1970.
C'est le père de Tony Stark, alias le super-héros Iron Man.

## Biographie du personnage
Héritier d’une dynastie née avec l'essor du chemin de fer, Howard Stark est l'époux de Maria Collins Carbonell et le père du célèbre Anthony « Tony » Stark (alias Iron Man). Décrit comme un scientifique sarcastique et un homme d'affaires impitoyable, Howard Stark a travaillé aux côtés de son frère Edward Stark sur divers projets, avant de fonder Stark Industries. Il a utilisé ses considérables connaissances scientifiques pour développer les affaires familiales, faisant de Stark Industries l’une des entreprises les plus importantes de son époque dans le développement de techniques de pointe.
Ingénieur prodige et inventif en génie mécanique, il créait sans cesse de nouvelles technologies en cherchant des moyens de les améliorer. Il a conçu et construit de nombreuses armes et dispositifs qui ont révolutionné le monde industriel, tels que diverses technologies utilisées par le S.H.I.E.L.D. et ses alliés. Il participa notamment au programme de recherches et de conception de la bombe atomique américaine pendant la Seconde Guerre mondiale et travailla sur les plans d’avions évolués au sein de Stark Aircraft, aux côtés de Maxwell Deacon qui allait plus tard construire un prototype d’héliporteur pour l'HYDRA.
Howard rencontre ensuite sa future épouse et ils ont un enfant, leur fils Tony. La relation entre Howard et Tony était difficile, Howard exprimant rarement de l'affection pour le garçon. Il a constamment poussé Tony à être le meilleur, en lui disant que quelqu'un devait avoir « une colonne vertébrale de fer » pour réussir. Son éducation stricte, parfois dure, l’amena à envoyer son fils en pension mais aussi à l’initier à l’alcool, alors que lui-même développait, en vieillissant, un problème croissant avec la boisson. Malgré ces traitements durs, voire brutaux, il réussit à développer l’intelligence et l’ingéniosité de son fils. Howard était capable de dévotion et de respect envers les machines, mais il semblait n'avoir que peu d'intérêt pour son fils.
Dès la fin de la Seconde Guerre mondiale, il est employé sur des projets militaires gouvernementaux. L'un de ses projets est la construction d'un robot de combat, Arsenal, devant donner l'avantage aux États-Unis dans la Guerre froide. Le robot se réveille par accident et est stoppé par les Vengeurs. Étant un puissant homme d'affaires, le Club des Damnés lui offre un poste, mais il le refuse. Son travail et sa vie de famille difficile le plongent dans l'alcoolisme, un mal que son fils affrontera à son tour.
Dans le comics, le couple Stark trouve la mort dans ce qui semble être un accident de voiture, à la suite du sabotage des freins du véhicule arrangé par les concurrents de l'entreprise de Stark, la Republic Oil & Gas (Roxxon Oil Company (en)). La mort de Howard Stark inspira à son fils Tony de reprendre la gestion de l'entreprise et de s'y consacrer avec plus de sérieux qu'auparavant, pour s’affirmer aussi bien comme homme d’affaires que comme industriel, l'amenant à devenir Iron Man,.
Tony Stark crée la Fondation Maria Stark en l'honneur de sa mère.

## Personnage

### Inspiration
Le nom de Howard Stark est inspiré du milliardaire américain Howard Hughes. Par ailleurs, la ville de naissance du personnage, Richford dans l'État de New York, est (dans la vie réelle) le lieu où se trouve la maison natale de John D. Rockefeller et de son frère William Rockefeller.

### Usurpateurs
Après avoir rejoint la Confrérie du Bouclier, Howard Stark affirma à Nathaniel Richards (le père de Red Richards) que l’organisation simulerait sa mort au moyen d’un accident de voiture ; compte tenu des dates imprécises de ces événements, son décès est, à cause de cela, parfois remis en cause. Toutefois, s'il est encore en vie, Howard Stark n'a fait jusqu'à présent aucune apparition publique après sa mort officielle.
Son fils Tony Stark a plusieurs fois été confronté à des individus prétendant être Howard Stark, parmi lesquels une image mentale technologique et un démon au service de Méphisto,.

### Pouvoirs et capacités
Howard Stark n'a aucun super-pouvoir. Cependant, c'est un génie en avance de plusieurs années sur son temps dans les domaines de la physique nucléaire, en robotique, intelligence artificielle, imagerie informatique et biochimie. Homme d’affaires brutal et impitoyable, il est relativement doué pour se battre, autant à mains nues qu’avec une arme automatique, voire avec une technologie extraterrestre.

## Apparitions dans d'autres médias
Sauf indication contraire, les informations mentionnées dans cette section peuvent être confirmées par la base de données cinématographiques IMDb,  présente dans la section « Liens externes ».

### Univers cinématographique Marvel

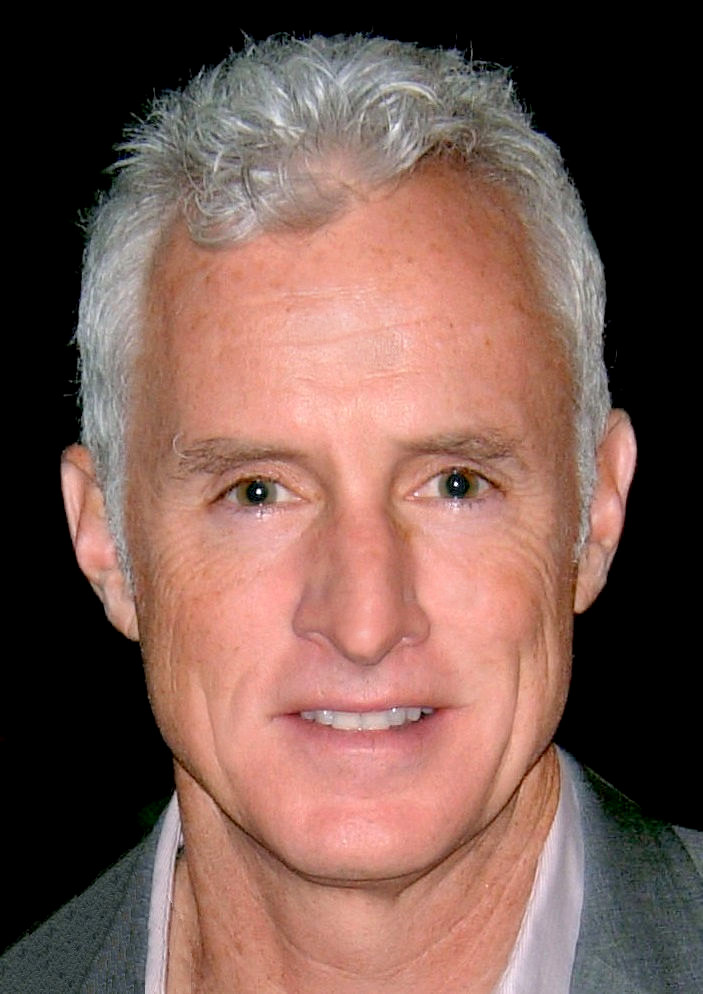
John Slattery incarne Howard Stark (âgé) dans l'Univers cinématographique Marvel.

Le personnage est interprété par Gerard Sanders puis John Slattery (âgé) dans l'univers cinématographique Marvel :
- 2008 : Iron Man réalisé par Jon Favreau

Howard Stark a jadis fondé Stark Industries avec Obadiah Stane. Il est décédé dans un accident de voiture alors que son fils Tony était encore très jeune.
- 2010 : Iron Man 2 réalisé par Jon Favreau

Durant les années 1970, on y apprend qu'Howard a fabriqué le réacteur ARC avec le russe Anton Vanko mais que, dans le cadre de la Guerre Froide, celui-ci a été accusé d'espionnage. Il est aussi le fondateur de la Stark Expo, une convention réunissant les plus grands scientifiques du monde entier.
- 2015 : Ant-Man réalisé par Peyton Reed

À la fin des années 1980, Howard et le S.H.I.E.L.D. cherchent à acquérir le secret du costume d'Ant-Man de Hank Pym mais celui-ci refuse de leur léguer et quitte l'organisation. Howard tente de recréer les particules Pym alimentant le costume, en vain.
- 2016 : Captain America: Civil War réalisé par Anthony et Joe Russo

Le 16 décembre 1991, Howard Stark et sa femme sont victimes d'un accident de voiture, provoqué par le Soldat de l'hiver. Ils sont ensuite assassinés par celui-ci alors qu'ils tentaient de rejoindre l’aéroport.
- 2019 : Avengers: Endgame réalisé par Anthony et Joe Russo

En 1970, Howard Stark, sur une base américaine, discute longuement avec un inconnu à qui il confie son émotion d'être bientôt père : il ne sait pas qu'il s'agit de son fils Tony Stark, venu du futur pour récupérer l'une des gemmes de l'infini conservée dans la base.
- 2023 : What If...? (série télévisée d'animation)

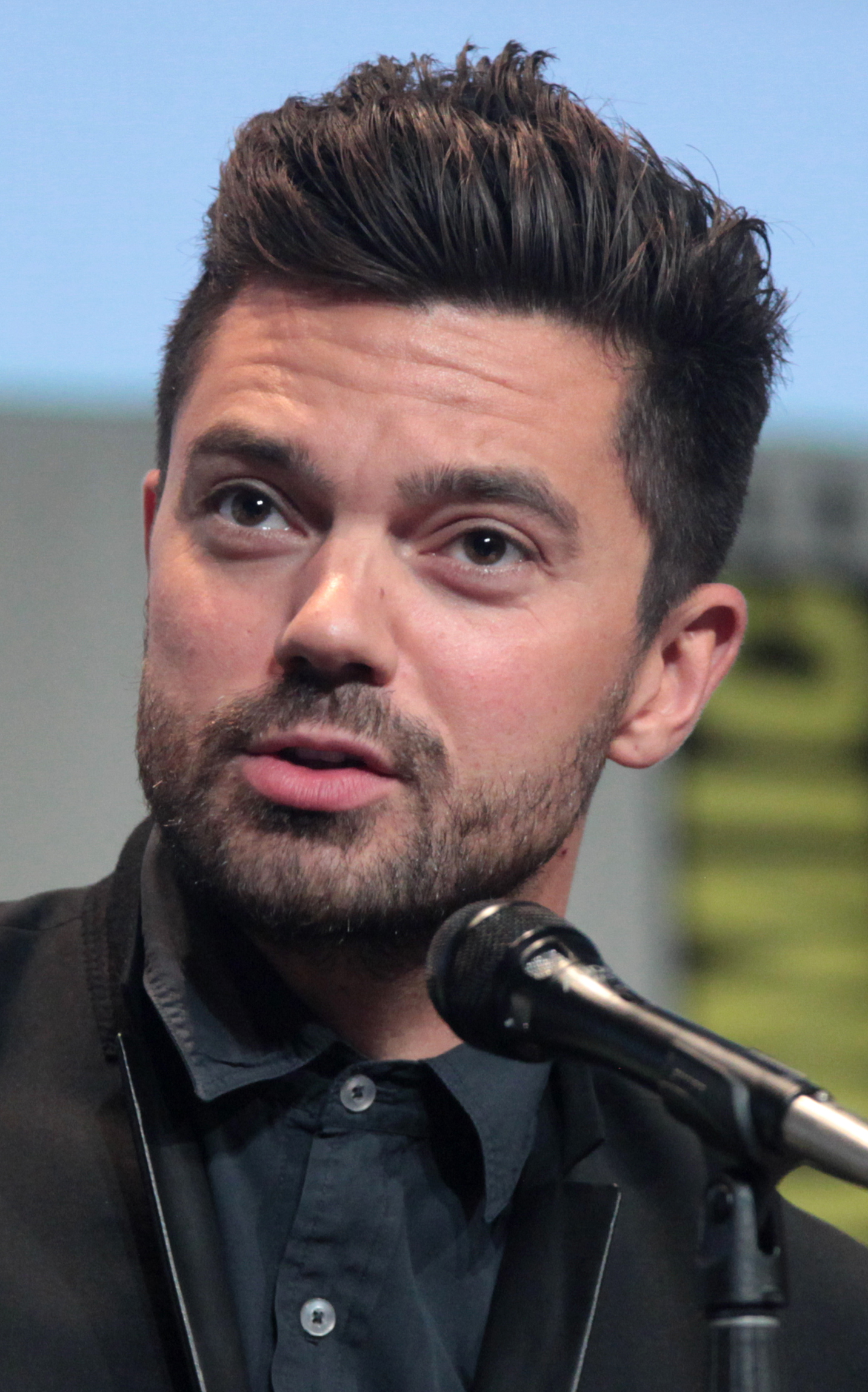
Dominic Cooper incarne Howard Stark (jeune) dans l'Univers cinématographique Marvel.

Une version jeune du personnage est interprétée par Dominic Cooper :
- 2011 : Captain America: First Avenger réalisé par Joe Johnston

Durant la Seconde Guerre mondiale, Howard Stark était un brillant scientifique qui a notamment collaboré à la création de Captain America.
- 2014 : Captain America : Le Soldat de l'hiver réalisé par Anthony et Joe Russo

Une photo d'Howard Stark apparaît dans une ancienne base du S.H.I.E.L.D.
On apprend qu'il est l'un des membres fondateurs de cette organisation et qu'il a été tué par le Soldat de l'hiver.
- 2015-2016 : Agent Carter (série télévisée)[6]

Howard Stark intervient aux côtés de l'agent Peggy Carter durant ses missions.

### Télévision
- 2008-2012 : Iron Man: Armored Adventures (série d'animation)

### Jeux vidéo
- Howard Stark est présenté dans Captain America: Super Soldier (doublé par Liam O'Brien).
- Il apparaît dans Lego Marvel Super Heroes.